# Il pescatore della Louisiana
Il pescatore della Louisiana (The Toast of New Orleans) è un film musicale del 1950 diretto da Norman Taurog.

## Trama
Un pescatore di New Orleans dalla bella voce si innamora del soprano Suzette Micheline. Il manager della cantante lo mette sotto contratto e lo lancia nel mondo dell'opera.

## Produzione
Il film fu prodotto da Joe Pasternak per la Metro-Goldwyn-Mayer (MGM). Le riprese durarono dalla fine di dicembre 1949 ai primi di marzo 1950.

### Musica
Oltre a numerose arie operistiche tratte da Carmen, Madama Butterfly e La traviata, il film include la canzone Be My Love che ottenne la candidatura al Premio Oscar.

## Distribuzione
Il copyright del film, richiesto dalla Loew's Inc., fu registrato il 23 agosto 1950 con il numero LP350.
Distribuito dalla Metro-Goldwyn-Mayer (MGM), il film uscì nelle sale cinematografiche USA il 24 agosto 1950 con il titolo originale The Toast of New Orleans.

## Galleria d'immagini

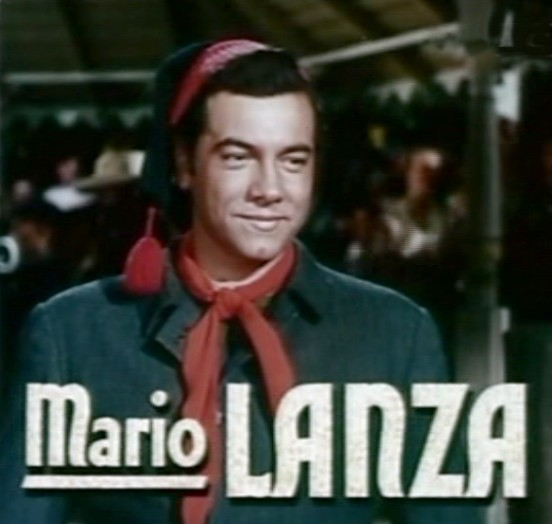
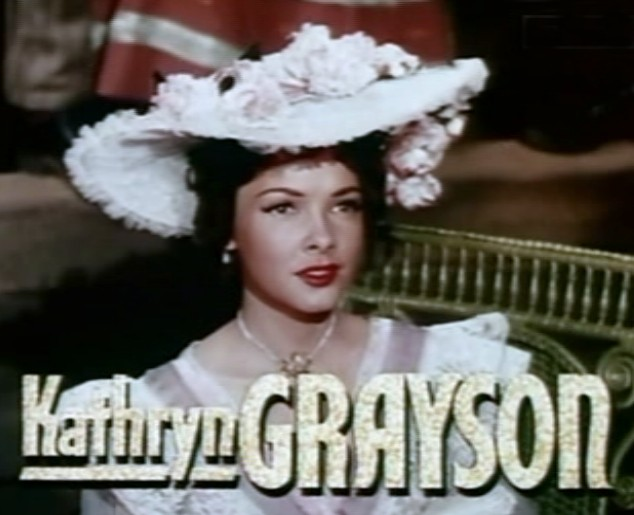
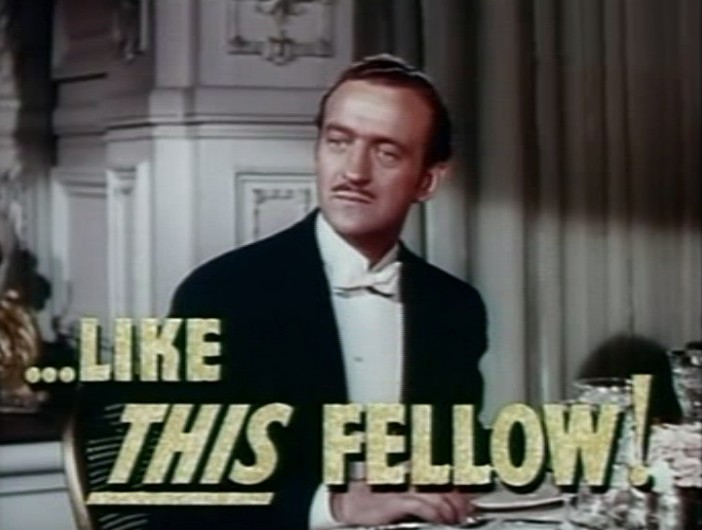
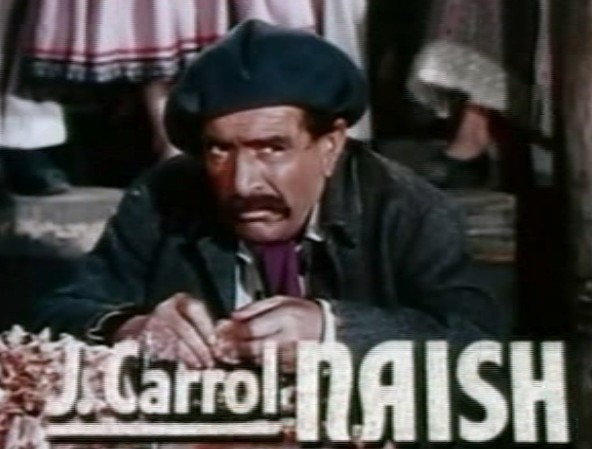